# Zabrežje
Zabrežje (em cirílico:Забрежје) é uma vila da Sérvia localizada no município de Obrenovac, pertencente ao distrito de Belgrado, na região de Posavina. A sua população era de 2669 habitantes segundo o censo de 2009.

## Demografia
| 1948  | 1953  | 1961  | 1971  | 1981  | 1991  | 2002  |
| ----- | ----- | ----- | ----- | ----- | ----- | ----- |
| 1 943 | 2 408 | 2 909 | 2 991 | 3 109 | 2 852 | 2 663 |